# 太陽質子事件

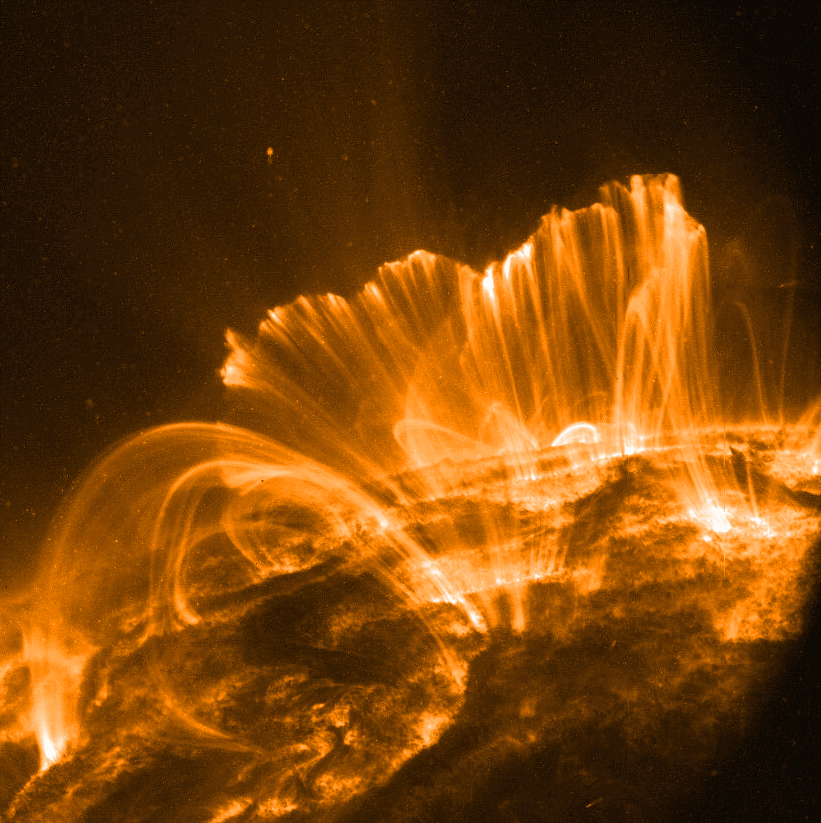
TRACE衛星拍攝的一幅太陽閃焰。(NASA的圖片))

太陽質子事件是發生在太陽輻射的質子被加速成為非常高的能量，其成因為接近太陽閃焰或是在星際空間受到和激波關聯的日冕物質拋射。這些高能的質子造成一些影響：它們可以穿透地球磁場和導致電離層的電離；類似極光效果的事件，不同的是那是電子而非質子造成的；高能的太陽質子也會對太空人和太空船造成重大的輻射傷害。
太陽質子所具有的能量通常不足以穿透地球的磁場，在異常強烈的太陽閃焰事件，質子可以獲得足夠的能量，滲透進地球的磁層和更深的電離層。能夠深入滲透的地區包括北極、南極、和南大西洋磁場異常區。
質子是帶電的粒子，因此能夠受到磁場的影響。當高能質子離開太陽時，它們受到強大的太陽磁場牽引(或引導)。當太陽質子進入由地球磁層主導的區域後，地球磁場強度超越太陽的磁場，它們受到地球磁場的引導進入大多數地球磁力線進出的極區。
被引導至極地的高能質子與大氣中的成分碰撞，並且在電離的過程中釋放能量，大多數的能量都在抵達電離層的最低處(範圍在50-80公里)消耗殆盡。這一區域對電離層的無線電通訊非常重要，因為這是大多數的無線電訊號能量被吸收的區域。高能質子的進入增強了電離的程度，提高了在電離層低處的吸收程度並且可以完全阻斷經過極地地區的無線電通訊，這類事件被稱為極冠吸收事件(Polar Cap Absorption events或PCAs)。這些事件大約開始和結束於太陽質子的能量高於10MeV(百萬電子伏特)，而在地球同步衛星的高度大約是10Ppfu(粒子通量單位)。
更嚴重的質子事件會與可以導致一般輸電系統中斷的磁暴結合在一起，但是質子事件本身不僅與輸電系統的異常中斷無關，連磁暴也不是它們引發的，輸電系統只是對地球磁場的波動敏感。
極端強大的太陽質子閃焰能夠產生能量超過100MeV的質子，經由二次輻射的效應會增加地面的中子計數程度，這種罕見的事件被稱為地面級事件(Ground Level Events或GLE's)。
沒有具體的科學證據顯示高能質子事件引發的地面級事件，特別是在大多數人口所在的緯度，有害於人體的健康。地球的磁場在阻止高能粒子輻射抵達地面級的效果特別好，飛越極區的商業飛機在太陽質子事件時測量到高空輻射的增強，但是設置在地面的預警系統會提醒飛行員限制他們在較低的高度巡航。不經過極區的飛機航線受到太陽質子事件衝擊的影響遠低於極區的航線。
當太空人在地球磁場的保護罩之外時，例如，太空人在轉換軌道或在月球上時，會經歷重大的太陽質子輻射暴露。然而，太空人在低地球軌道和依然在太空船厚重的遮罩遮蔽時，他們受到的影響會降至最低。在低地球軌道的質子輻射強度會隨著軌道傾角的增加而增強，因此，越靠近極區的太空船，暴露在高能太陽質子輻射下的風險就越大。
太空人曾經報告在高能太陽質子事件時，高能質子會與視神經作用而看到閃光或條紋，相似的閃光和條紋也出現在高能太陽質子造成太空船上的靈敏的光學檢測器(像是星光偵測器和照相機)失靈的時候。在極端的事件中影響是特別的顯著，使它們不能獲得高品質的太陽或恆星的影像，這會導致太空船迷失它們的方向，而這是地面控制器能維持控制的關鍵。
高能質子風暴也可以使太空船的電荷達到驚人的程度，而危害到電子元件，也可能導致電子元件的運作不正常。例如，改變了固態記憶體，這可能導致資料或軟體被汙染(破壞)，和造成太空船正在執行的命令得到意料之外的結果(幻象)。高能質子風暴也可能毀壞或降低將太陽能轉換成電力的太陽能電池板效率。長年暴露在來自太陽的高能質子活動下，太空船會失去大量的電力而需要關閉許多重要的儀器。

## 進階讀物
- Solar Proton Events Affecting the Earth Environment 1976 - 2005（页面存档备份，存于）
- Space Weather Alerts Descriptions
- NASA - Carrington Super Flare NASA May 6, 2008